# Agustín Módula
Agustín Alejandro Módula (Buenos Aires, Argentina, 12 de marzo de 1993) es un futbolista argentino. Se desempeña en la posición de mediocampista y su equipo actual es R. S. D. Alcalá de Tercera Federación.

## Clubes
| Club              | País      | Año         | Partidos | Goles |
| ----------------- | --------- | ----------- | -------- | ----- |
| Chacarita Jrs.    | Argentina | 2012 - 2015 | 6        | 1     |
| Deportivo Español | Argentina | 2016        | 5        | 0     |
| C. D. Guadalajara | España    | 2019 - 2022 | 45       | 1     |
| Nissa C. F.       | Italia    | 2022 - 2023 | 12       | 1     |
| R. S. D. Alcalá   | España    | 2023 - 2025 | 23       | 1     |

## Palmarés
| Título                                  | Club              | País      | Año       |
| --------------------------------------- | ----------------- | --------- | --------- |
| Primera B                               | Chacarita Juniors | Argentina | 2014      |
| Ascenso a Primera División de Argentina | Chacarita Juniors | Argentina | 2017/18   |
| Campeón Tercera Federación              | RSD Alcalá        | España    | (2024-25) |